# Oxypetalum lanatum
Oxypetalum lanatum är en oleanderväxtart som beskrevs av Joseph Decaisne och Fourn.. Oxypetalum lanatum ingår i släktet Oxypetalum och familjen oleanderväxter. Inga underarter finns listade i Catalogue of Life.